# Anticoagulant oral direct
Pour les articles homonymes, voir AOD.

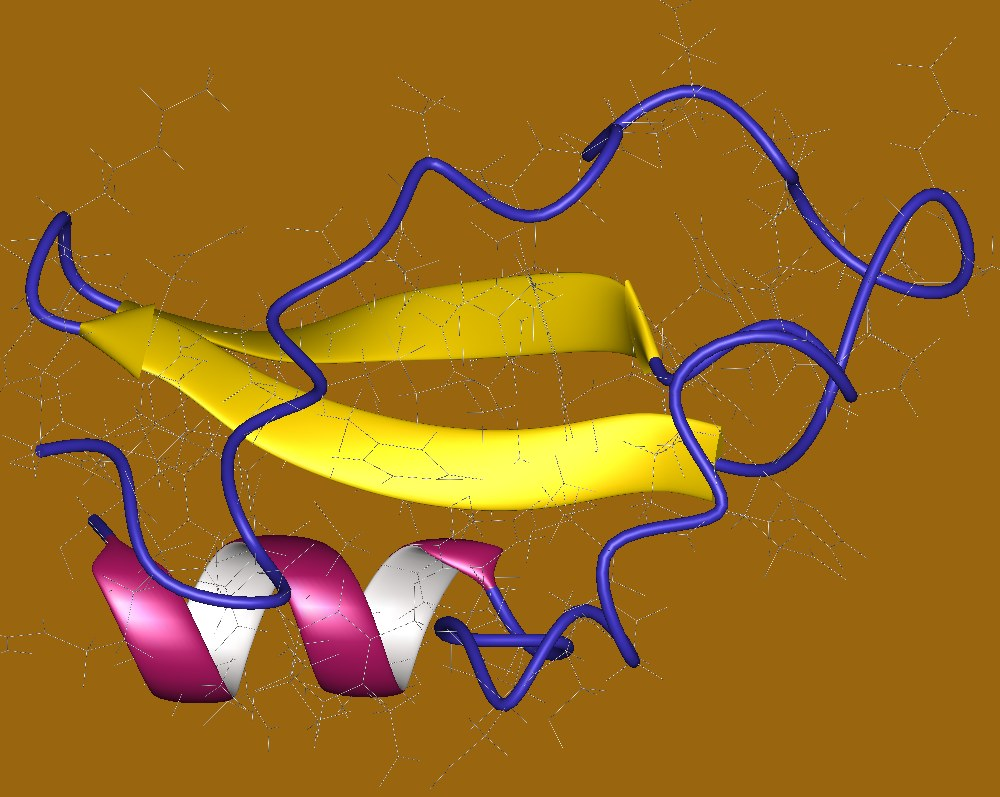
Anticoagulant oral direct d.

Les anticoagulants oraux directs (AOD, antérieurement appelés nouveaux anticoagulant oraux ou NACO) sont des médicaments anticoagulants pris par voie orale. Ils sont dits directs car ils ne nécessitent pas l'action de l'antithrombine pour être actifs sur les principaux facteurs de la coagulation : la thrombine ou le facteur Xa.

## Classification
Les anticoagulants oraux comprennent deux classes :
- les inhibiteurs de la thrombine (affixe de la DCI : « gatran ») ;
- les inhibiteurs du facteur Xa (affixe de la DCI : « xaban »).

### Inhibiteurs de la thrombine
La première molécule commercialisée est le dabigatran sous le nom de spécialité de Pradaxa par le laboratoire Boehringer Ingelheim. Cette spécialité bénéficie d'une AMM européenne.
Cette spécialité a donné lieu à un dépôt de quatre plaintes auprès du parquet de Paris pour "homicide involontaire" à la suite de décès imputés à l'administration de ce médicament[source insuffisante]. Un antidote existe pour le Pradaxa, sous le nom de Praxbind.
Il existe une autre molécule commercialisée en France de la même famille qui est l'argatroban dont le nom de spécialité est Arganova, mais elle ne peut être administrée que par voie injectable.
Le ximélagatran a été commercialisé en France par AstraZeneca. La spécialité a été retirée du marché à cause d'une toxicité hépatique apparue au cours de la commercialisation.
| DCI          | Nom de spécialité | Laboratoires Pharmaceutiques | Date de commercialisation | Structure chimique |
| ------------ | ----------------- | ---------------------------- | ------------------------- | ------------------ |
| Dabigatran   | PRADAXA           | BOEHRINGER INGELHEIM         | 06/05/2009                |                    |
| Argatroban   | ARGANOVA          | MITSUBISHI TANABE PHARMA     | 28/04/2015                |                    |
| Ximélagatran | ORIEMBO           | ASTRAZENECA                  | retirer 24/04/2006        |                    |

### Inhibiteurs du facteur Xa
La première molécule commercialisée en France dans cette nouvelle famille est le Rivaroxaban sous le nom de spécialité de Xarelto par les laboratoires pharmaceutique Bayer Santé filiale de Bayer Pharma AG. Trois doses sont disponibles selon les indications : 10, 15 et 20 mg. Cette spécialité bénéficie d'une AMM européenne centralisée. Le brevet initial du Rivaroxaban est échu depuis 24/12/1999. En France cette molécule peut être commercialisée comme médicament générique à compter du 11/12/2020.
Le deuxième molécule est l'apixaban vendu en France sous le nom de spécialité de Eliquis par Bristol Myers Squibb.Cette spécialité bénéficie d'une AMM européenne accordé simultanément à deux laboratoires : Bristol Myers Squibb et Pfizer EEIG. Il existe deux dosages à 2,5 et 5 mg. Un code couleur permet de reconnaître plus facilement les comprimés.
DAIICHI SANKYO INC commercialise Édoxaban sous le nom de spécialité de Lixiana. Au deuxième trimestre 2020 une quatrième molécule ayant la même cible pharmacologique est en cours de développement en Europe le betrixaban (disponible aux États-Unis).Le 27 juillet 2018 le CMPH de l'European Medicines Agency a proposé le refus de l'AMM à la spécialité Dexxience nom commercial du betrixaban.
| DCI             | Nom de spécialité | Laboratoires Pharmaceutiques       | Date de commercialisation | Structure chimique |
| --------------- | ----------------- | ---------------------------------- | ------------------------- | ------------------ |
| Rivaroxaban     | XARELTO           | BAYER                              | 30/09/2008                |                    |
| Apixaban        | ELIQUIS           | BRISTOL-MYERS SQUIBB / PFIZER EEIG | 14/01/2014                |                    |
| Édoxaban        | Lixiana,          | DAIICHI SANKYO INC                 | 19/06/2015                |                    |
| Bétrixaban      | Dexxience         | PORTOLA PHARMACEUTICALS INC        | Non commercialisé         |                    |
| Asundexian (en) |                   | Bayer                              | Non commercialisé         |                    |

## Indications
L'utilisation des anticoagulants oraux directs dans la fibrillation atriale a fait l'objet de la publication de recommandations par l'« European Heart Rhythm Association » datant de 2018. En cas de fibrillation auriculaire non valvulaire, les trois molécules se sont révélées au moins aussi efficaces que les AVK, avec un risque hémorragique équivalent ou inférieur.
Les anticoagulants oraux directs sont tous efficaces dans la prévention de la maladie thromboembolique après chirurgie orthopédique.
En traitement curatif d'une phlébite constituée, le rivaroxaban et l'apixaban ont été testés avec succès. Pour l'embolie pulmonaire, seul le rivaroxaban a été testé et peut-être utilisé dans cette indication. Le recul des études n'excède cependant pas un an.

## Contre-indications et précautions d'emploi
La supériorité du traitement par antivitamines K, par rapport à un traitement par anticoagulant oral direct a été démontrée dans trois cas et doivent être prescrits de manière, en principe, exclusive :
- S'il existe une valvulopathie mitrale (essentiellement un rétrécissement), l'emploi de ces molécules n'est pas recommandé car non testées dans ces indications. Ils peuvent être utilisés en cas de cardioversion programmée[22].

- La présence d'une valve artificielle mécanique ne constitue pas une indication à ces molécules. Seul le dabigatran a été testé avec des résultats inférieurs à ceux des AVK[28].
- la présence d'un syndrome des antiphospholipides[29].

L'association avec l'amiodarone, la fluconazole, la rifampicine, ou la phénytoïne, inducteurs du cytochrome p450, comporte des risques de surdosage et d'accidents hémorragiques.
Ils sont contre-indiqués en cas de grossesse ou d'allaitement.
Dans l'insuffisance rénale chronique avancée, ces médicaments ayant une élimination rénale sont contre indiqués. Leur prescription reste toutefois possible en cas de dialyse.

## Antagonisation
L'Andexanet alfa, qui se fixe sur les anti-Xa a été approuvé par le FDA en 2018 et a reçu en France une AMM conditionnelle pour usage en milieu hospitalier par perfusion.
L'Idarucizumab, anticorps monoclonal dirigé contre le dabigatran, et enfin le PER977, qui se fixe sur tous les anticoagulants oraux directs sont à l'étude.

## Comparaison

### Entre eux
Il n'existe pas d'études comparant directement deux ou plusieurs anticoagulants oraux directs.
Le dabigatran et l'apixaban se donnent en deux prises quotidiennes, le rivaroxaban en une seule prise.
L'apixaban a une élimination hépatique et rénale et peut donc être donné en cas d'insuffisance rénale jusqu'à une clairance de la créatinine inférieure à 15 ml/min ce qui n'est pas le cas du dabigatran ou du rivaroxaban, contre indiqués en cas de clairance inférieure à 30 ml/min.
L'apixaban pourrait donner moins de complications hémorragiques que le rivaroxaban.

### Avec les antivitamines K
Les anticoagulants oraux directs ont l'avantage théorique, par rapport aux antivitamines K de ne pas requérir de contrôle sanguin régulier, d'avoir peu d'interactions médicamenteuses, d'avoir un délai d'action court et une durée d'action équivalente.
Les anticoagulants oraux directs sont plus efficaces que les AVK dans la prévention des accidents thrombo-emboliques.
Les anticoagulants oraux directs se compliquent moins souvent d'hémorragie intracérébrale qu'avec les AVK.
Ils ont l'inconvénient, du moins actuel, de ne pas disposer d'antagonistes en cas de complications hémorragiques graves, d'être « nouveaux » avec un recul faible sur les effets à long terme, de ne pas disposer de dosage biologique attestant une prise correcte et d'être sensiblement plus coûteux. De plus les indications de ces deux classes ne se recouvrent pas totalement, de même que les contre-indications, les anticoagulants oraux directs ne pouvant être donné en cas d'insuffisance rénale ou de valve cardiaque mécanique, contrairement aux antivitamines K.

### Dans le traitement à long terme des thrombose veineuse profondes
Une méta-analyse avec revue systématique de littérature a mis en avant en 2023 que, pour un traitement d'au moins 7 mois, les anticoagulants directs et les anticoagulants classiques (antivitamines K, héparines non fractionnées et de bas poids moléculaires, fondaparinux) ne montraient pas de différence pour la prévention de la récidive des thombo-embolies veineuses, la récidive de thromboses veineuses profondes et de l'embolie pulmonaire. Cependant, les inhibiteurs du facteur Xa (après 3 à 12 mois) et les inhibiteurs de la thrombine (après 7 mois) présenteraient moins de risque d'hémorragie majeure. Les auteurs de la méta-analyse restent prudent sur la portée de ces résultats une fois les biais des études incluses pris en compte,.

## Marché
Dans l'indication d'une fibrillation atriale non valvulaire, les statistiques américaines de 2017 montre que les AVK sont introduits chez un patient sur cinq, le reste se voyant prescrire des anticoagulants oraux directs (dont l'apixaban dans la moitié des cas, le rivaroxaban dans le quart des cas.